# 快樂聯盟
《快樂聯盟》（英語：The Conquerors）是香港電視廣播有限公司製作的真人秀節目。全節目共11集，由蔡一傑、蔡一智、蘇志威、謝安琪、錢嘉樂、林盛斌、黃翠如、羅鈞滿及何佩珉擔任主持。本節目於香港時間2014年5月4日起，逢星期日21:00-22:00於翡翠台和高清翡翠台播出，並於myTV提供節目重溫。

## 節目簡介
本節目結集多位藝人組成「快樂聯盟」，以團隊形式探索不同地方和主題，並透過學習不同技能和接受突如其來的挑戰，帶出與香港人息息相關而有趣的資訊，享受學習新事物帶出的正面力量，從而從中獲得快樂。

## 每集內容
| 集數 | 播映日期      | 主題                                  | 主持                                                                   | 嘉賓                                                          | 拍攝地方                         |
| 01   | 2014年5月4日  | 「快樂聯盟」深入港鐵 發掘鮮為人知一面 | 蔡一智、蔡一傑、蘇志威、錢嘉樂、林盛斌、謝安琪                         | 森美、小儀、金剛、糖妹                                        | 香港站、太子站、旺角站           |
| 02   | 2014年5月11日 | 成為「星級髮型師」 尋找快樂真諦       | 蔡一智、蔡一傑、蘇志威、錢嘉樂、林盛斌、謝安琪                         | 伍詠薇、谷德昭、梁烈唯、C君、張智霖、阮兆祥、薛家燕           | 髮型店                           |
| 03   | 2014年5月18日 | 回到那些年 回味昔日童年               | 蔡一智、蔡一傑、蘇志威、錢嘉樂、林盛斌、謝安琪、黃翠如、何佩珉         | Hotcha、洪永城、Shine、鄭伊健                                 | 漁灣邨                           |
| 04   | 2014年5月25日 | 了解狗隻心理 做個負責任主人           | 蔡一智、蔡一傑、蘇志威、林盛斌、謝安琪、黃翠如、何佩珉、羅鈞滿         | 官恩娜、陳展鵬、林穎彤、蔡思貝                                | 錦田寵物樂園                     |
| 05   | 2014年6月8日  | 學習運動員的精神與鬥志                | 蔡一智、蔡一傑、蘇志威、錢嘉樂、謝安琪、黃翠如、何佩珉、羅鈞滿         | 杜德偉                                                        | 香港體育學院                     |
| 06   | 2014年6月15日 | 貼近大自然 體驗農莊生活               | 蔡一智、蔡一傑、蘇志威、錢嘉樂、林盛斌、謝安琪、黃翠如、羅鈞滿         | 康子妮、林子博                                                | 香港青年協會有機農莊             |
| 07   | 2014年6月22日 | 遠離手機 野外求生的啟迪               | 蔡一智、蔡一傑、蘇志威、錢嘉樂、林盛斌、謝安琪、黃翠如、羅鈞滿         | 譚詠麟                                                        | 香港青年協會賽馬會西貢戶外訓練營 |
| 08   | 2014年6月29日 | 漁鄉大澳重拾童年回憶                  | 蔡一智、蔡一傑、蘇志威、錢嘉樂、林盛斌、謝安琪、黃翠如、何佩珉、羅鈞滿 | 肥媽、朱千雪、狄易達、蝦頭(楊詩敏)                            | 大澳                             |
| 09   | 2014年7月6日  | 「快樂聯盟」上演《烈火雄心》          | 蔡一智、蔡一傑、蘇志威、錢嘉樂、林盛斌、黃翠如、何佩珉、羅鈞滿         | 陳奐仁、鄧麗欣、鄭敬基、羅仲謙                                | 消防訓練學校                     |
| 10   | 2014年7月13日 | 重返校園時代 重拾真摯快樂             | 蔡一智、蔡一傑、蘇志威、錢嘉樂、林盛斌、謝安琪、黃翠如、何佩珉、羅鈞滿 | 周秀娜、陳敏之、Mandy Lieu、周柏豪、C AllStar、許廷鏗、鄭丹瑞 | 仁濟醫院王華湘中學               |
| 11   | 2014年7月20日 | 海陸空軍事訓練 重新認識自我能力       | 蔡一智、蘇志威、錢嘉樂、林盛斌、黃翠如、何佩珉、羅鈞滿                 | 崔建邦、鄧梓峰                                                | 石崗軍營                         |

## TVB fun 投票
節目接受觀眾使用TVB fun手機應用程式參與投票，並投選該集表現最佳之藝人，讓觀眾投選「你認為今集最佳的快樂聯盟成員是誰？」。
| 集數 | 第一名（票數百分比） | 第二名（票數百分比） | 第三名（票數百分比） | 其他參與本集之「快樂聯盟成員」                 |
| 01   | 謝安琪（78%）        | 錢嘉樂（7%）         | 蘇志威（6%）         | 林盛斌、蔡一智、蔡一傑                         |
| 02   | 謝安琪（53%）        | 錢嘉樂（12%）        | 蔡一傑（11%）        | 林盛斌、蔡一智、蘇志威                         |
| 03   | 黃翠如（38%）        | 謝安琪（15%）        | 錢嘉樂（11%）        | 蔡一智、蔡一傑、蘇志威、林盛斌、何佩珉         |
| 04   | 黃翠如（32%）        | 謝安琪（21%）        | 蘇志威（18%）        | 蔡一智、蔡一傑、林盛斌、何佩珉、羅鈞滿         |
| 05   | 黃翠如（32%）        | 蘇志威（31%）        | 謝安琪（9%）         | 蔡一智、蔡一傑、錢嘉樂、何佩珉、羅鈞滿         |
| 06   | 黃翠如（43%）        | 羅鈞滿（15%）        | 謝安琪（12%）        | 蔡一智、蔡一傑、蘇志威、錢嘉樂、林盛斌         |
| 07   | 黃翠如（47%）        | 錢嘉樂（11%）        | 謝安琪（10%）        | 蔡一智、蔡一傑、蘇志威、林盛斌、羅鈞滿         |
| 08   | 黃翠如（54%）        | 謝安琪（15%）        | 蘇志威（8%）         | 蔡一智、蔡一傑、錢嘉樂、林盛斌、何佩珉、羅鈞滿 |
| 09   | 黃翠如（44%）        | 錢嘉樂（29%）        | 蘇志威（7%）         | 蔡一智、蔡一傑、林盛斌、何佩珉、羅鈞滿         |
| 10   | 黃翠如（42%）        | 謝安琪（17%）        | 錢嘉樂（9%）         | 蔡一智、蔡一傑、蘇志威、林盛斌、何佩珉、羅鈞滿 |
| 11   | 黃翠如（54%）        | 林盛斌（16%）        | 錢嘉樂（9%）         | 蔡一智、蘇志威、何佩珉、羅鈞滿                 |

## 記事
- 2014年5月9日-6月15日：《快樂聯盟》向觀眾募集挑戰地點。[2]
- 第一集邀請來嘉賓走入港鐵總控制中心用廣播與站內乘客玩遊戲，被網民炮轟。[3]
- 2014年6月1日：由於21:05-23:00播映劇集《女人俱樂部》兩小時大結局，本節目暫停播映。

## 收視
以下為本節目於香港無綫電視翡翠台、高清翡翠台之收視紀錄：
| 集數 | 日期          | 平均收視 |
| 01   | 2014年5月4日  | 22點     |
| 02   | 2014年5月11日 | 21點     |
| 03   | 2014年5月18日 | 20點     |
| 04   | 2014年5月25日 | 20點     |
| 05   | 2014年6月8日  | 20點     |
| 06   | 2014年6月15日 | 19點     |
| 07   | 2014年6月22日 | 20點     |
| 08   | 2014年6月29日 | 20點     |
| 09   | 2014年7月6日  | 21點     |
| 10   | 2014年7月13日 | 20點     |
| 11   | 2014年7月20日 | 21點     |

## 外部連結
- 無綫電視節目網頁 - 快樂聯盟 （页面存档备份，存于）

## 電視節目的變遷
| 香港無綫電視翡翠台、高清翡翠台 星期日 21:00-22:00 時段                                   | 香港無綫電視翡翠台、高清翡翠台 星期日 21:00-22:00 時段                                   | 香港無綫電視翡翠台、高清翡翠台 星期日 21:00-22:00 時段 |
| ---------------------------------------------------------------------------------------- | ---------------------------------------------------------------------------------------- | ------------------------------------------------------ |
|                                                                                          | 快樂聯盟 （第1-4集） （2014.05.04 - 2014.05.25）                                         |                                                        |
| 我要做老闆 （第8-9集） （2014.04.20 - 2014.04.27）                                       | 女人俱樂部（大結局） （香港首播版第31集，原裝版第31-32集） （2014.06.01）（21:05-23:00） |                                                        |
| 女人俱樂部（大結局） （香港首播版第31集，原裝版第31-32集） （2014.06.01）（21:05-23:00） | 快樂聯盟 （第5-11集） （2014.06.08 - 2014.07.20）                                        | Sunday扮嘢王 （2014.07.27 - ）                         |

| 香港 無綫電視翡翠台 星期六 14:20-15:20            | 香港 無綫電視翡翠台 星期六 14:20-15:20                            | 香港 無綫電視翡翠台 星期六 14:20-15:20 |
| ------------------------------------------------- | ----------------------------------------------------------------- | -------------------------------------- |
|                                                   | 快樂聯盟 （2019.04.27 - 2019.07.06）                              |                                        |
| 我愛香港 （第1-15集） （2019.01.12 - 2019.04.20） | 街頭魔法王之魔王之王 （第5集取消播映）（2019.07.13 - 2019.08.24） |                                        |